# Chinnasekkadu
Chinnasekkadu är en ort i Indien.   Den ligger i distriktet Thiruvallur och delstaten Tamil Nadu, i den södra delen av landet, 1 700 km söder om huvudstaden New Delhi. Chinnasekkadu ligger 9 meter över havet och antalet invånare är 10 220.
Terrängen runt Chinnasekkadu är mycket platt.  Närmaste större samhälle är Madras, 8,4 km söder om Chinnasekkadu.